# 雷内塔·因卓娃
雷内塔·伊万诺娃·因卓娃（1953年7月6日—）保加利亚女性政治家。1994年10月至1995年1月担任保加利亚看守政府总理。

## 生平
雷内塔·因卓娃1953年7月6日出生于新扎戈拉（Nova Zagora），作为一个经济学家担任保加利亚私有化署执行署长(1992 - 1994)，1994年10月17日热柳·热列夫总统解散宣布解散国民议会和政府，任命因卓娃担任保公务政府(看守内阁)总理，筹备和举行大选。因卓娃是保加利亚历史上第一位女总理，她在短暂任期内，成功地领导明智的经济政策，取得了一定的声望，她还努力打击有组织犯罪。
1995年因卓娃作为独立候选人竞选索非亚市长，名列第三。2001年她参加总统选举，但未能获得民众的支持。